# Unión Cívica Radical Intransigente - Lista Verde
La Unión Cívica Radical Intransigente - Lista Verde, abreviado como UCRI Lista Verde o simplemente Lista Verde, fue un partido político argentino de ámbito provincial, funcional durante los primeros años de existencia de la provincia de Río Negro, que surgió como un escisión de la Unión Cívica Radical Intransigente (oficialista a nivel nacional y provincial con Arturo Frondizi como presidente y Edgardo Castello como goberandor) la cual a su vez provenía de la división de la Unión Cívica Radical original en 1957.

## Historia
En términos generales, la conformación de la Lista Verde respondía al sector del radicalismo intransigente con base en la región del Alto Valle del río Negro, al norte de la naciente provincia, en el marco del conflicto localista que afectó a la provincia debido a su fragmentación, encabezada por Justo Epifanio, abogado de General Roca. Dicho sector defendía que la capital provincial se estableciera en el municipio roquense, cuando hasta el momento se ubicaba en la ciudad de Viedma, en la región atlántica de la provincia. El radicalismo intransigente ajeno a este sector logró la intervención del partido «oficial» en la provincia bajo el liderazgo de José María Guido y Edgardo Castello, ambos viedmenses, lo que motivó la división. La Lista Verde postuló a Epifanio como candidato a gobernador en las primeras elecciones gubernativas tras la provincialización. A nivel nacional apoyó la fórmula Arturo Frondizi-Alejandro Gómez, pero presentó una lista propia para diputados nacionales.
Sin embargo, sus resultados fueron magros, ubicándose en cuarto puesto detrás de la UCRI oficial, la Unión Cívica Radical del Pueblo (la otra facción de la UCRI y con fuerte base de votos en el Alto Valle), y el Partido Demócrata Cristiano. A nivel municipal, logró un segundo puesto muy alejado en General Roca, donde la UCRP liderada por Carlos Christian Nielsen se impuso con facilidad, y en Choele Choel, único distrito donde obtuvo más de un tercio de los votos y en donde la UCRI oficial no se presentó. La formación fracasó también en obtener representación legislativa debido al sistema electoral mayoritario de lista incompleta y solo obtuvo unos pocos concejales en las dos localidades en donde obtuvo la segunda minoría.
Los fracasos electorales de la Lista Verde empeoraron en las elecciones municipales de 1960, tan solo dos años más tarde, cuando obtuvo solo 1.196 votos, habiendo disputado únicamente la localidad de General Roca y con el voto del Alto Valle orientado mayormente a la UCRP. Después de este fracaso, se procedió a la reunificación del radicalismo intransigente rionegrino, lo cual no evitó que el partido perdiera la gobernación en 1962 y en 1963.

## Resultados electorales

### Gobernador de Río Negro
| Año  | Candidato      | Votos | %                | Resultado |
| ---- | -------------- | ----- | ---------------- | --------- |
| 1958 | Justo Epifanio | 5.785 | \| \| 11.87 % \| | No electo |
|      | 11.87 %        |       |                  |           |

### Diputados Provinciales de Río Negro
| Año  | Votos  | %               | Bancas |
| ---- | ------ | --------------- | ------ |
| 1958 | 4.450  | \| \| 9.58 % \| | 0/23   |
|      | 9.58 % |                 |        |

### Elecciones municipales
|  | 12.06 % |

|  | 14.01 % |